# Labarthe-Rivière
Labarthe-Rivière è un comune francese di 1 385 abitanti situato nel dipartimento dell'Alta Garonna nella regione dell'Occitania.

## Società

### Evoluzione demografica
Abitanti censiti